# Roman Týce
Roman Týce (* 7. Mai 1977 in Roudnice nad Labem) ist ein ehemaliger tschechischer Fußballspieler und aktueller Trainer. Seine Position als Spieler war das defensive Mittelfeld.

## Karriere
Roman Týce wuchs in Černiv auf und wechselte mit 13 Jahren zu den Junioren von Sparta Praha. In der 1. tschechischen Liga setzte er sich dann bei Slovan Liberec durch und wechselte 1998 zum TSV 1860 München, wo er Stammspieler wurde. Im Mai 2005 erlitt er einen Kreuzbandriss im rechten Knie. Trotzdem verlängerte er seinen Vertrag bis Mitte 2006. Am 19. März 2006 erlitt er einen weiteren Kreuzbandriss. Im Sommer 2006 verlängerten die „Löwen“ seinen Vertrag um ein Jahr mit Vereinsoption für ein weiteres Jahr. Er kam dann aber nicht mehr zum Einsatz. Zur Saison 2007/08 wechselte er zum Regionalligisten SpVgg Unterhaching, mit dem er sich für die neu geschaffene 3. Liga qualifizierte. In der Saison 2008/09 gelangen ihm bei 26 Einsätzen vier Saisontore, in der Folgesaison kam Týce verletzungsbedingt nur auf 18 Einsätze (ein Tor).
Zum Ende der Saison 2010/11 beendete Týce seine aktive Laufbahn. Bereits während der Spielzeit absolvierte er einen Trainerlehrgang an der Sportschule Hennef und erreichte am 10. Mai 2011 die A-Lizenz als Fußballtrainer. Zur Saison 2011/12 übernahm er als Trainer die B-Jugend der Spielvereinigung Unterhaching, sowie den Co-Trainer-Posten an der Seite des neuen Hachinger Chefcoaches Heiko Herrlich.
Im Oktober 2012 gründete Tyce gemeinsam mit seinem Freund Paul Agostino, den er aus seiner Zeit beim TSV 1860 München kennt, die Fußballschule munichsoccercamp. Roman Týce ist beim Bayerischen Fußball-Verband (BFV) Co-Trainer für die U15-Junioren. Seine Tochter Katerina Tycova ist deutsche Squashnationalspielerin.
Roman Tyce lebt in Oberhaching bei München.